# Clase Foxtrot
La clase Foxtrot fue el nombre de la OTAN en el informe de una clase de submarinos diésel-eléctricos de patrulla que se construyeron en la Unión Soviética. La designación soviética de esta clase fue el Proyecto 641.

## Desarrollo

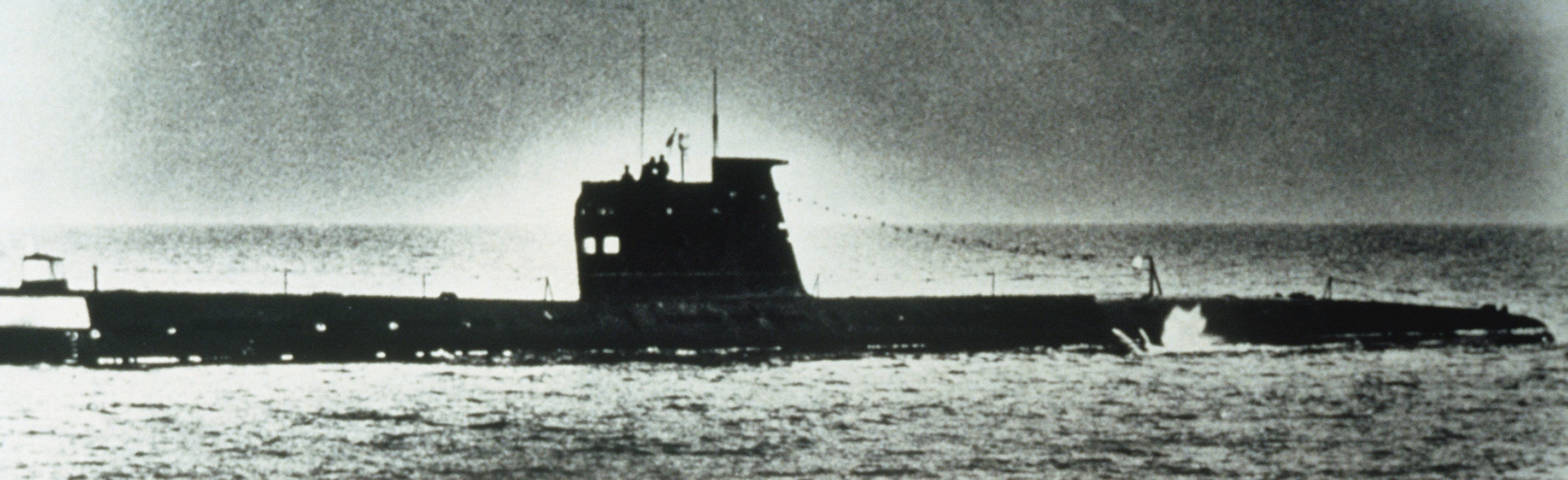
Clase "Foxtrot".

El Proyecto 641 siguió las clases Zulú (Proyecto 611) y Romeo (Proyecto 633). Fue diseñada para reemplazar la clase Zulú, que sufría de debilidades estructurales y problemas de vibración armónica que limitaban su profundidad operativa y velocidad sumergida. En la planificación del Proyecto 641, el sistema de propulsión, la forma del casco, la distribución del armamento del torpedo y otras características de las clases predecesoras fueron ampliamente adoptadas; Algunas de las deficiencias conocidas fueron eliminadas. Al extender y ensanchar el casco, se pudieron transportar más combustible y suministros, y los marineros tuvieron más espacio en el submarino. La profundidad de trabajo se aumentó a 250 metros y se hicieron preparativos para el uso de torpedos y minas marinas modernos.

### Casco
La forma del casco estaba fuertemente basada en el Proyecto 611. Ambos proyectos compartieron un sistema de transmisión comparable con tres ejes, por lo que el uso de una forma de casco similar fue cercano. Para el proyecto 641, la resistencia al flujo se debió a la de desplazamiento del sensor sonar reducido por el fondo del casco en el cono de nariz. El comportamiento del flujo fue mejorado por una curvatura diferente de los costados del buque, por lo que la velocidad de proyecto de 641 a pesar de mayor desplazamiento que su predecesor apenas cambió.

### Motores

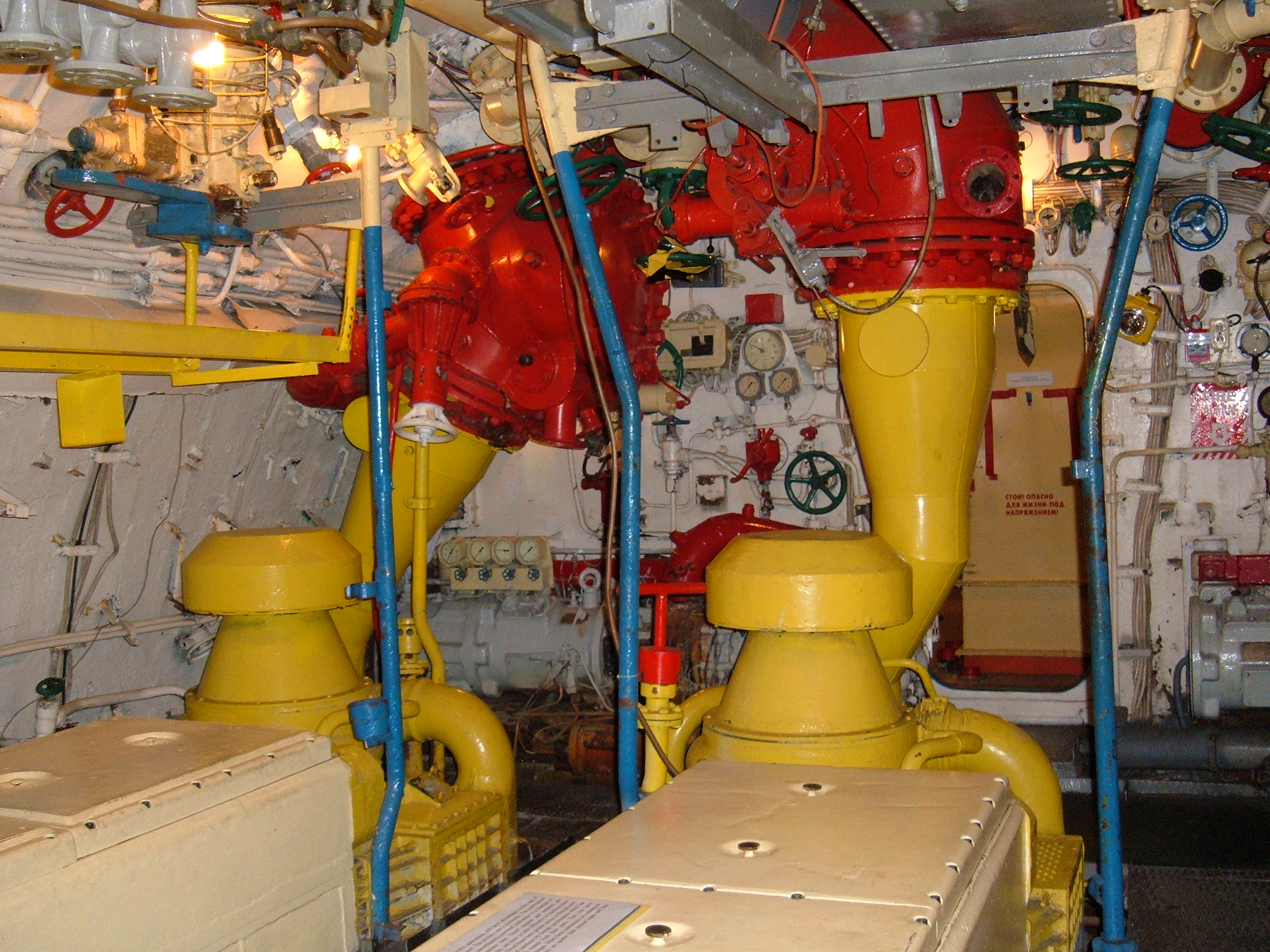
Dos de los tres motores diésel tipo 37D en la parte superior de la sala de máquinas principal. Al fondo se puede ver el acceso a la sala de máquinas eléctricas.

En la navegación en superficie o con snorkel, los submarinos eran propulsados por el motor diésel marino estándar de los submarinos soviéticos. La configuración era idéntica a la del Proyecto 611: tres motores 37D, cada uno con 2,000 caballos de fuerza (1,471 kW). La velocidad máxima era de 16.8 kts.
En los desplazamientos sumergido, empleaba motores eléctricos, que obtenían su energía de las baterías de plomo-ácido. Dos motores PG-101, cada uno con 1,350 hp (993 kW), impulsaron los dos ejes exteriores, el eje central mediante un motor eléctrico PG-102 de 2,700 hp (1,986 kW). Para la navegación silenciosa empleaba un motor eléctrico PG-104 con 140 hp (103 kW), que trabajaba a media onda. El PG-104 consumió mucha menos energía que los motores PG-102 y funcionó mucho más silenciosamente.

### Autonomía
A una velocidad de crucero de 8.13 nudos, podían recorrer 30,000 millas náuticas con un tanque lleno de combustible. Sumergido, la capacidad de la batería permitía hacer 16 millas náuticas a 15.30 nudos. Los suministros almacenados a bordo permitían operaciones de hasta 90 días.

### Armamento
El proyecto 641 recibió seis tubos de torpedo en proa y cuatro en popa en calibre 533 mm. Una combinación similar ya se había utilizado en el Proyecto 633, pero solo con dos tubos de torpedo de popa. Se podrían llevar 22 torpedos o alternativamente 32 MDT-minas. En la sala de torpedos de proa se podrían almacenar 18 de estos torpedos y en la de popa cuatro.
La gama de torpedos utilizables era muy amplia, desde modelos antiguos como el  53-39 de la Segunda Guerra Mundial hasta el 53-51 de 1951, hasta finales de la década de 1960, tipos 53-65M y 53-65K. El torpedo serie 65 eran muy rápido con poco menos de 70 nudos de velocidad máxima, tenía una guía de ruta automático, una espoleta de proximidad y podría ser lanzado de hasta 150 metros de profundidad. Sin embargo, solo eran adecuados para atacar objetivos en la superficie del agua y no podían usarse contra submarinos enemigos. También hubo torpedos 533 mm con cabeza nuclear.
En los años 70 y 80 para exportar a la India, se cambiaron los tubos de torpedo de cola por otros de calibre 400 mm.

### Sensores

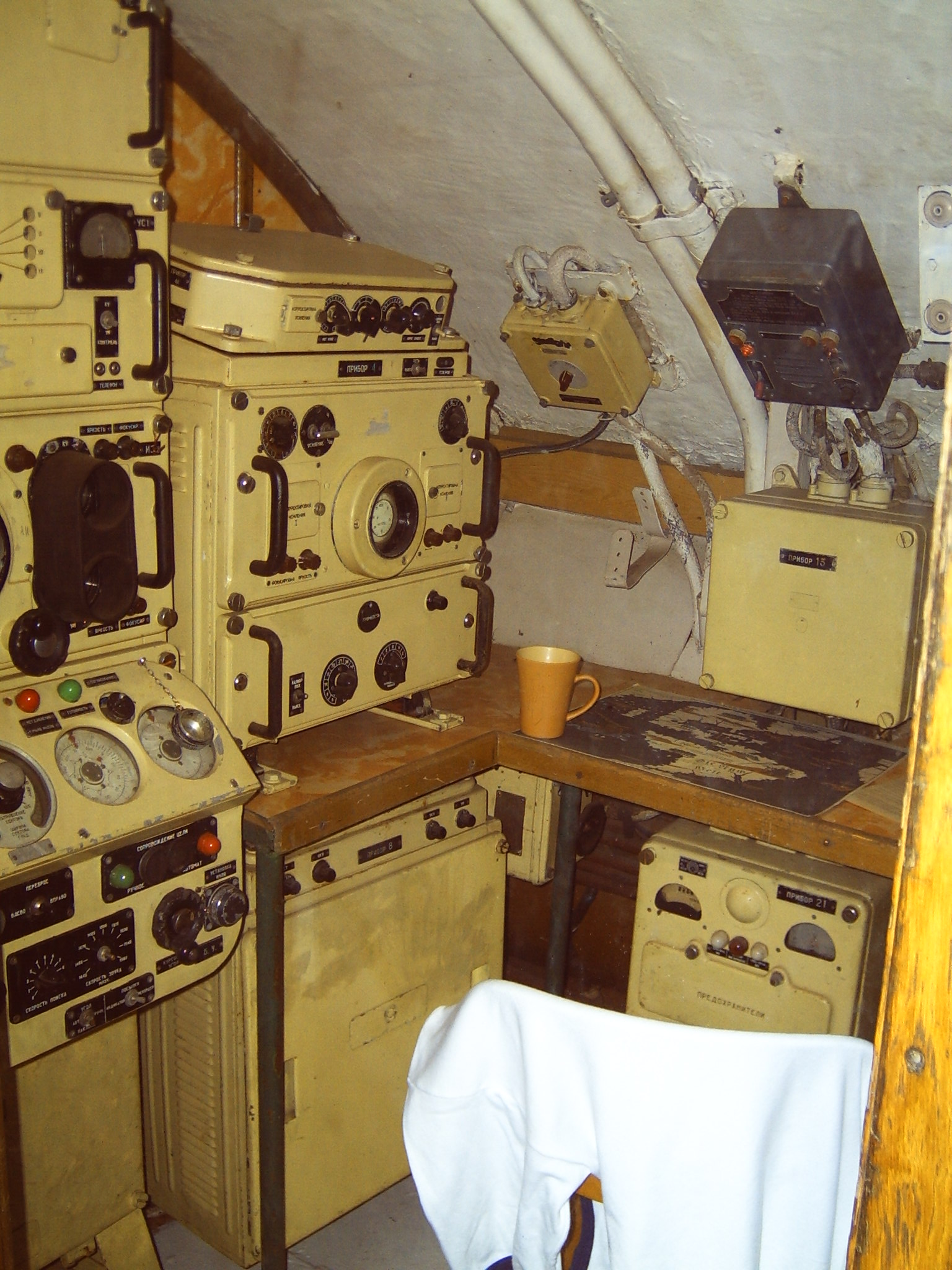
Sonar.

El proyecto 641 estaba equipado con un sistema de sonar "Arktika-M". Podrían utilizar sistemas de sonar activos y pasivos . Se instaló un sistema "MG-10" - o "MG-15" - para telefonía acústica subacuática junto al sistema de sonar en la proa. En la superficie, se podría implementar un sistema ESM "Nakat" , un radar de "bandera" y varias antenas de radio.

## Construcción
La primera quilla de Foxtrot se colocó en 1957 y se puso en servicio en 1958, y la última se completó en 1983. Se construyeron un total de 58 para la Armada Soviética en la división de Sudomekh del Astillero del Almirantazgo (ahora Admiralty Wharves), San Petersburgo. Se construyeron cascos adicionales para otros países.

## Vida operativa
La clase Foxtrot era comparable en rendimiento y armamento a la mayoría de los diseños contemporáneos. Sin embargo, sus tres hélices lo hicieron más ruidoso que la mayoría de los diseños occidentales. Además, la clase Foxtrot fue uno de los últimos diseños introducidos antes de la adopción del casco de lágrima, que ofrecía un rendimiento submarino mucho mejor. Además, aunque el Foxtrot era más grande que un submarino de la clase Zulú, tenía 2 de sus 3 cubiertas dedicadas a las baterías. Esto le dio una autonomía bajo el agua de 10 días, pero el peso de las baterías hizo que la velocidad promedio disminuyera 2 nudos a su capacidad máxima de tiempo sumergido. Debido a que las baterías ocupaban 2 cubiertas, las condiciones a bordo estaban abarrotadas y el espacio era relativamente pequeño, incluso en comparación con los submarinos más antiguos, como la clase Balao, que es mucho más antiguo.
La clase Foxtrot estaba completamente obsoleta cuando se botó el último submarino. La Armada rusa retiró sus últimos Foxtrots entre 1995 y 2000; las unidades fueron desechadas y eliminadas para fines de museo. Durante la división de la Flota Soviética del Mar Negro, en 1997, un submarino de clase Foxtrot (que más tarde pasó a llamarse Zaporizhzhia ) pasó a Ucrania porque no estaba operativo desde 1991. El barco nunca sirvió efectivamente en la Armada de Ucrania y estaba en reparación . En 2005, el Ministerio de Defensa de Ucrania quiso venderlo, pero no tuvo éxito. Luego de exitosas pruebas posteriores a la reparación en junio de 2013, se reconoció como operativo. Sin embargo, el 22 de marzo de 2014 fue entregado o capturado por Rusia como parte de la anexión rusa de Crimea . Rusia decidió no aceptarlo debido a su antigüedad e idoneidad operativa. Su estado posterior es desconocido.

## Los submarinos de Pepsi
En 1989, Pepsi y la Unión Soviética realizaron un acuerdo comercial inusual que involucró una flota naval. Debido a las restricciones económicas del sistema soviético y su imposibilidad de pagar en divisas internacionales, el gobierno de la URSS ofreció una flota de 17 submarinos diésel clase Foxtrot, un crucero de clase Sverdlov, un destructor clase Kotlin, y varios buques de apoyo logístico como parte del pago por los derechos de distribución exclusivos de Pepsi en el país. Estos submarinos, diseñados en la década de 1950, eran tecnología obsoleta para la época y estaban siendo retirados del servicio activo.
El trato convirtió brevemente a Pepsi en una de las mayores "potencias navales" del mundo, aunque nunca operó las embarcaciones. La empresa vendió rápidamente los submarinos y otros buques a una compañía sueca para desguace y reciclaje. Este peculiar intercambio simbolizó no solo las dificultades económicas de la Unión Soviética al final de la Guerra Fría, sino también el impacto cultural y comercial de las empresas occidentales en el bloque comunista.

## Exportaciones
Las exportaciones importaban unas veinte unidades.
- Cuba: tres unidades en servicio desde 1979 .
- India: ocho unidades entre 1968 y 1975. Algunos permanecen en servicio.
- Libia: seis unidades entre 1976 y 1983. Parece que ya no están operativos
- Polonia: dos unidades entre 1987 y 1988.
- Ucrania: una unidad en 1997, que parece haber sido capturada por Rusia.